# 비접촉 결제

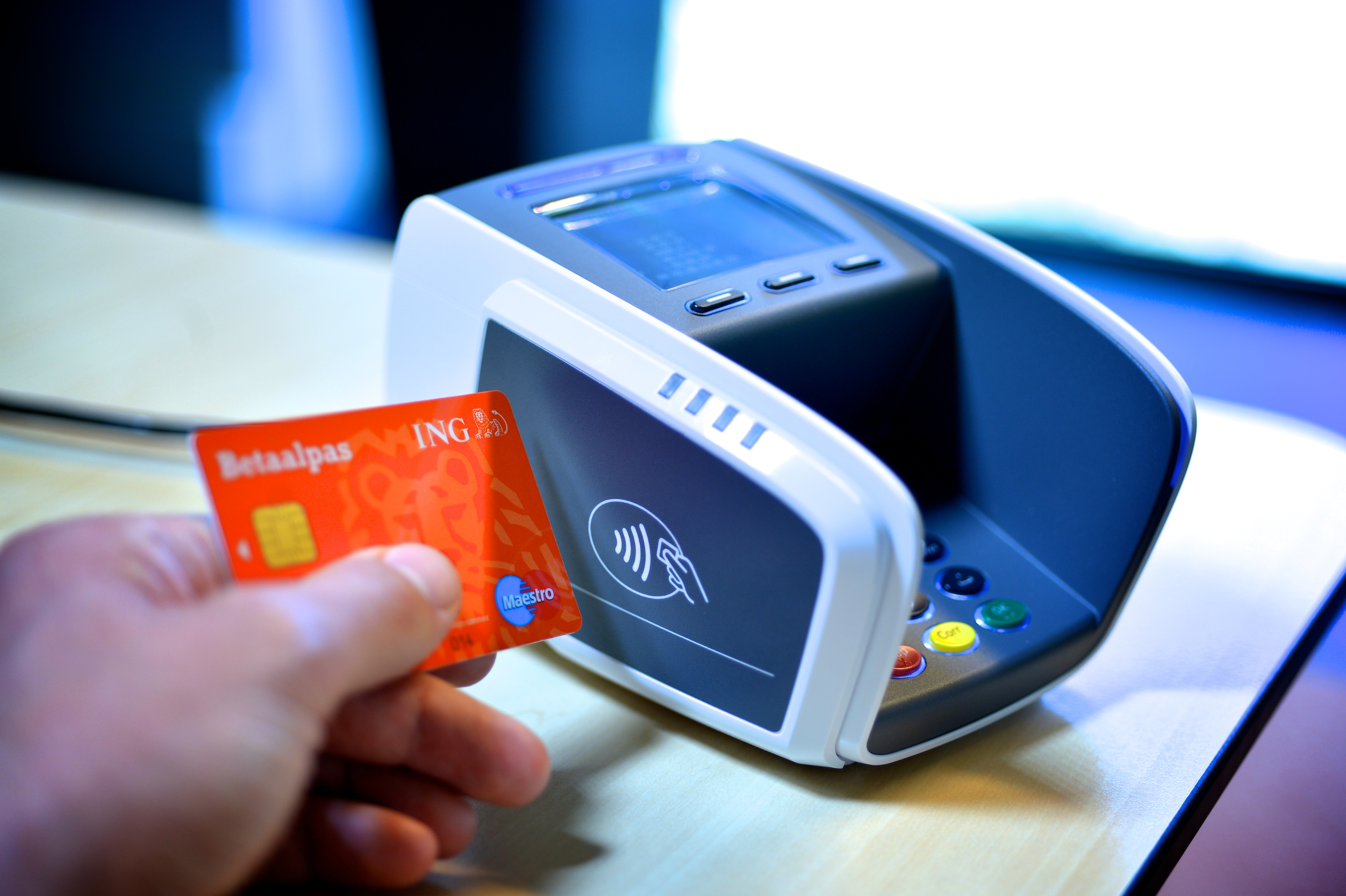

비접촉 결제(非接觸決濟, 영어: Contactless payment) 또는 무접촉 결제(無接觸決濟) 시스템은 안전한 결제를 위해 사용하는 신용카드, 직불 카드, 키폽스, 스마트카드 또는 스마트폰이나 기타 RFID, 근거리 무선 통신(NFC, 예: 삼성 페이, 애플 페이, 구글 페이, 핏빗 페이 등)를 사용하는 모바일 장치를 포함한 기타 장치들이다. 임베디드된 집적 회로 칩과 안테나는 고객들이 자신들의 카드나 장치를 POS 터미널의 판독기에 사용할 수 있게 한다.
EMV 컨택리스가 일반 상거래용으로 주요 신용카드 및 스마트폰 기업들이 사용하는 일반 표준이다.

## 카드사별 비접촉 결제 브랜드
- 비자카드 - 비자 컨택리스
- 마스터카드 - 마스터카드 저스트 탭 앤 고
- 아메리칸 익스프레스 - 아메리칸 익스프레스 컨택리스
- 디스커버 - 컨택리스 디스커버
- JCB - JCB 컨택리스
- 유니온페이 - 퀵패스

## 같이 보기
- 애플 페이
- 디지털 통화
- 구글 페이
- 마이크로소프트 페이
- 모바일 결제
- 근거리 무선 통신
- 옥토퍼스 카드
- 오이스터 카드
- 프레스토 카드
- 삼성 페이